# Święty Jan Ewangelista (obraz El Greca z 1579)
Święty Jan Ewangelista – obraz olejny hiszpańskiego malarza pochodzenia greckiego Dominikosa Theotokopulosa, znanego jako El Greco. Dzieło zdobi ołtarz Klasztoru św. Dominika z Silos (el Antiguo) w Toledo.
Wizerunek Jana Ewangelisty znajdował się po prawej stronie głównego obrazu ołtarzowego Wniebowzięcia Marii. Postać świętego jest przeciwieństwem anachoretycznej postaci Jana Chrzciciela i jeszcze bliżej przybliża widzowi nową wizję wizerunków świętych. Jan Ewangelista owinięty w szeroką szatę wyglądem przypomina dostojnego myśliciela. Wysokie czoło przeorane zmarszczkami podkreśla jego intelektualny charakter jaki El Greco nada wszystkim jego późniejszych wizerunkom apostołów. Prawa, smukła dłoń i palce znajdują się na wysokości ust apostoła, w geście przypominającym osobę powtarzającą szeptem słowa. Druga dłoń podtrzymuje książkę a układ palców jest nietypowy, charakterystyczny dla ludzi Wschodu: wskazujący palec jest odchylony, inne palce skupione zachodzą jedne na drugie. Taki układ palców El Greco powtórzy później kilkakrotnie m.in. w Portrecie szlachcica czy w portrecie Świętego Franciszka (wersja z Prado).

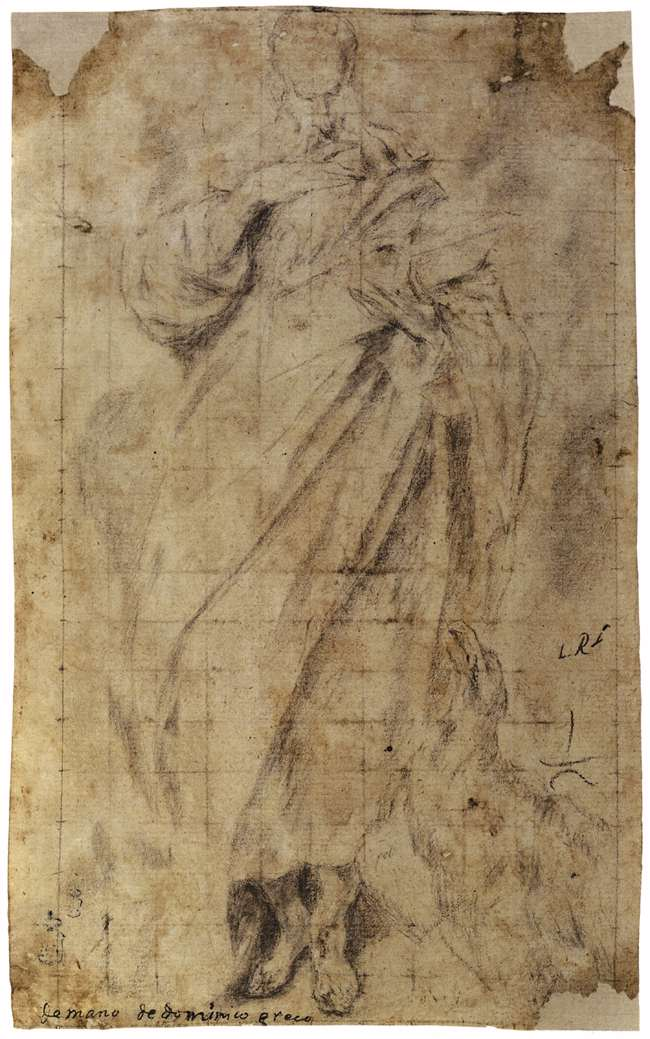
Szkic przygotowawczy do obrazu, El Greco, 1577, Biblioteka Narodowa w Madrycie